# Magyar Múzsa (folyóirat, 1943–1944)
A Magyar Múzsa 1943-1944-ben megjelent irodalmi és művészeti folyóirat volt, mely a Magyar Múzsa Irodalmi Társaság adott ki Budapesten, Kozocsa Sándor szerkesztésében.

## Története
Az évente 11 számmal megjelenő Magyar Múzsa először 1943. február 1-jén jelent meg. A folyóirat 1943-ban kilencszer, majd 1944-ben ugyancsak 9 száma jelent meg, tehát összesen 18 számmal.
A folyóiratnak a világháborús időszakban fontos művelődési feladata volt; jó és elgondolkodtató olvasnivalóval látni el a kisvárosi és falusi értelmiséget, kispolgárságot.
A folyóiratot az ugyancsak Magyar Múzsa nevű irodalmi társaság indította, melynek tagjai közül később többen lettek a folyóirat munkatársai.
Az irodalmi társaság Budapesten, de kiváltképp vidéken több ízben tartott műsoros esteket, koncerteket, amelyeken az írók novelláikat, vagy regényük egy-egy részletét maguk olvasták fel, a verseket és zeneszámokat pedig élvonalbeli művészek adták elő.
A folyóirat első felelős szerkesztője Kozocsa Sándor, felelős kiadója Leiszen László volt. A lapot a Rádió Sándor-utcai nyomdájában készítették.
Az akkori időkben jobboldalinak számító szépirodalmi lapban közölt művek cselekményeinek színhelye főleg a magyar vidék, a kisváros, városvég, nyomortanya, falu, mező, legelő, tanya.
A novellák, kisregények, versek témája főképpen aktuális: a háború, a nyomor, az asszonyokra maradt mezőgazdasági munkák, földesúri kegyetlenkedések, úrhatnám szolgabírák, jegyzők, katonatisztek, de gyakori téma volt a kor ugyancsak aktuális problémája, a csaló vállalatvezető, sikkasztó bankvezér és más hasonlók.
A szépirodalmi témák kis százaléka történelmi, (szabadságharc, epizód egy-egy nagy muzsikus életéből stb.), és csak jelentéktelen, ún. társadalmi témájú, mely unatkozó úriasszonyok sivár lelkivilágáról szólt.
A folyóirat fő ideológiája az erős magyarságtudat volt, a lap legfontosabb rovata az Adytól kölcsönzött „Őrzők, vigyázzatok a strázsán" című művészet- és irodalompolitikai rész, mely rendszeres, fontos irodalmi, képzőművészeti, társadalmi, szociológiai problémákkal foglalkozott. A központi gondolat a magyarság identitástudata volt, benne a magyar irodalom, magyar színjátszás, a magyar írók helyzete, magyar zene, magyar film – mindez hazafias szemszögből tárgyalva, vagyis az „őrzők" rovat cikkei, tanulmányai egy-egy vezércikkel értek föl; tömören, lényegre törően foglalták össze fontos mondanivalóikat. E rovat cikkeinek írói között szerepeltek Kozocsa Sándor, Kovalovszky Miklós és Kristó Nagy István is.
A folyóiratban jelent meg először több, később naggyá lett író és költő; így Urbán Ernő, Mándy Iván, Örvös Lajos, Szombathy Viktor, Bíró András, Dékány Kálmán és sokan mások.
A lap első száma nem közölt bevezető szöveget vagy programot, verssel indult. A Magyar Múzsa költői között volt Berda József, Ambrózy Ágoston, Csuka Zoltán délvidéki költő és író, aki egyetlen költeményt írt az 1943/7-es számba A szótlan szeretet címmel, Erdélyi József, Jankovich Ferenc, aki megrázó népballadát írt az 1943/7-es számba, Urbán Ernő, a lap egyik felfedezettje, Örvös Lajos, akit szintén a Magyar Múzsa fedezett föl, Kopré József, Mátyás Ferenc, Imecs Béla, Hegedűs Zoltán, Doby János, Debreczeny Lilla, Ölbey Irén verseikkel. A Magyar Múzsában összesen 149 vers jelent meg.
Emellett a Magyar Múzsa 18 száma 125 novellát, 1 folytatásos regényt, 5 színjátékot közölt. A novellák közül mindössze 11 foglalkozott jelentéktelen, kispolgári, illetve álproblémával; egy erősen vallásos témájú, 1 nagyon morbid, 2 fantasztikus novella, 1 gyermekkori visszaemlékezés, 3 zenei novella, 2 népmese feldolgozás, 8 történelmi elbeszélés, a többi aktuális problémával, a háborúval, főleg pedig a paraszti és proletányomorral foglalkozott. A háborút 14 elbeszélés és visszaemlékezés tárgyalta, és számos novella dolgozza föl a városi, főleg kisvárosi úgynevezett középosztály sivár, hazug, nyomorúságos életét.
A novellák szerzői között volt Bába Mihály, Dékány Kálmán, Dékány András, Illés Sándor, Kádár Lajos, Mándy Iván, Örvös Lajos, aki a már említett verseken kívül egy tájleírással és egy verses drámával tűnt föl. Orbók Attila, Ormay Imre, Ormos Gerő, Oravecz Paula, Szili Leontin, Szitnyay Zoltán, Soós László 3 novellával, valamint
Tatay Sándor és Szombathy Viktor, Eszterhás István, a lap szerkesztője több novellával és regényrészlettel, valamint Füry Lajos, Kolozs Pál, Marék Antal és Debreczeny Lilla is.
A kevés színjáték közül az 1944/11-es számban Örvös Lajos Flórián című verses kisdrámája.
A lap utolsó oldalait pedig irodalmi, történelmi, szociológiai, színházügyi, művészetpolitikai (rovaton kívüli) cikkek, ismertetések foglalják el.